# Miro Maričić
Miro Maričić (Županja, 2. svibnja 1949. – Osijek, svibanj 2004.), hrvatski novinar i publicist.

## Životopis
Osnovnu školu i gimnaziju pohađao je i završio u Županji. Studirao je pravo na Sveučilištu u Zagrebu. U najranijoj mladosti pokrenuo je i uređivao đačke listove "Polet" i "Cvrčak". Od 1973. do 1979. radio je kao novinar na Radio Županji. Dopisnik Vjesnika iz Slavonskog Broda bio je od 1980. do 1991. godine.
Od 1991. kao dragovoljac, sudjelovao je u Domovinskom ratu u Zapovjedništvu zbornog područja Osijek u Službi informativno-propagandne djelatnosti i brigadi protuzračne obrane Hrvatske vojske. Umirovljen je u činu bojnika Hrvatske vojske. U tridesetogodišnjem novinarskom radu na Hrvatskom radiju Županja, u "Vjesniku", Večernjem listu, Glasu Slavonije, Hrvatskom vojniku i brojnim drugim medijima, objavio je više od deset tisuća članaka, fotografija, komentara, reportaža, autorskih emisija i drugih oblika novinarskog izražavanja.
Uredio je "Povijest Crvenog križa Hrvatske" dra Ivana Jelića, monografiju "Trnoružica" Jože Ščrbašića i monografiju "Županjski vijenac". Autor je "Bečkog perivoja", zavičajne čitanke koju je u nakladi Grafike d.d. iz Osijeka objavio 2000. godine I. izdanje, i postuhmno 2009. godine II. izdanje. Autor je monografije "Tomislav, županjski spomenar" u izdanju KUU Tomislav, Županja, 2003. godine. Dobitnik je i nositelj brojnih priznanja i odličja: Plakete Vjesnika, Povelje općine Slavonski Brod, Spomenice Domovinske zahvalnosti, Spomenice Domovinskog rata i odlikovanja Reda hrvatskog pletera. Dobitnik je Srebrnog grba Grada Županje 2009. godine. Miro Maričić je i prvi Županjac član Hrvatskog novinarskog društva. Umro je u Osijeku svibnja 2004. godine. Počiva na karaševskom Gradskom groblju u Županji. 